# Eustachy (Spiliotis)
Eustachy, imię świeckie Konstandinos Spiliotis (ur. 1940 w Mesini) – duchowny Greckiego Kościoła Prawosławnego, od 1980 metropolita Monemwasii i Sparty.

## Życiorys
Święcenia diakonatu przyjął 13 sierpnia 1964, a prezbiteratu 6 grudnia 1966. Chirotonię biskupią otrzymał 31 sierpnia 1980.